# 南山站 (大邱廣域市)
南山站（：／ Namsan yeok */?）副站名啟明十字路口（계명네거리），是大邱地鐵3號線沿線的一座高架車站，位於韓國大邱廣域市中區南山洞。

## 車站結構
站體為2面2線側式月台的高架車站，候車月台設有半高式月台門，並有2處出口。

### 月台配置
| 青蘿坡 ↑ |
| \| 上    |
| ↓ 明德   |

| 月台 | 路線               | 目的地                             |
| ---- | ------------------ | ---------------------------------- |
| 上行 | ●大邱都市鐵道3號線 | 青蘿坡、西門市場、漆谷慶大醫院方向 |
| 下行 | ●大邱都市鐵道3號線 | 明德、兒童會館、龍池方向           |

## 歷史
- 2015年4月23日：開通使用。

## 車站周邊
- 啟明大學大明校區
- 慶丘中學
- 慶北工業高校
- 南大邱初等學校
- 慶尙中學
- 大邱數位產業振興院
- 大明2洞住民中心
- 南山3洞住民中心
- 大明3洞郵局
- 大明市場
- 天主教大邱總教區辦公室、南山聖堂
- 大邱天主教大學（朝鲜语：대구가톨릭대학교）神學院

## 圖片

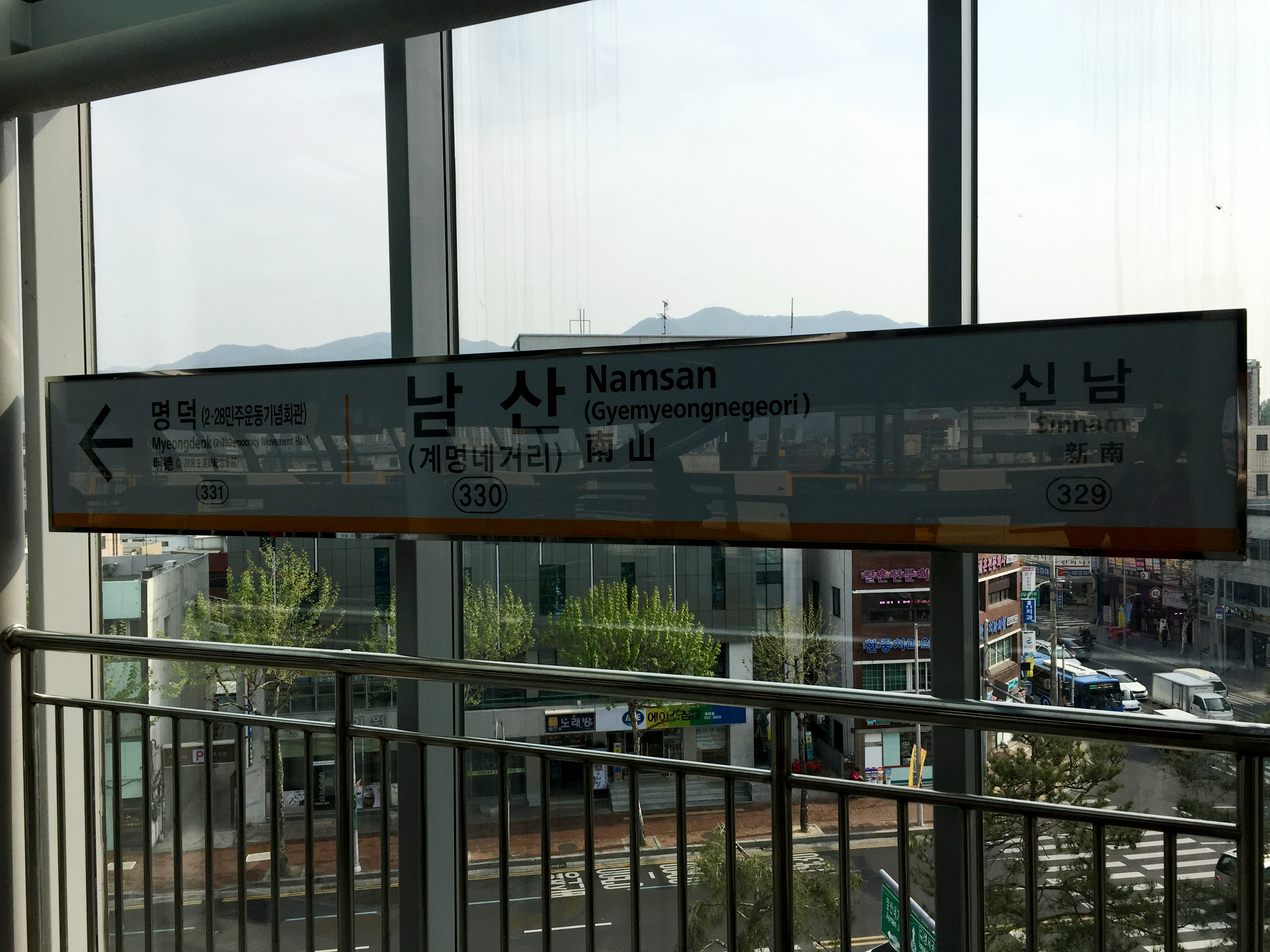
站名牌（改版前）
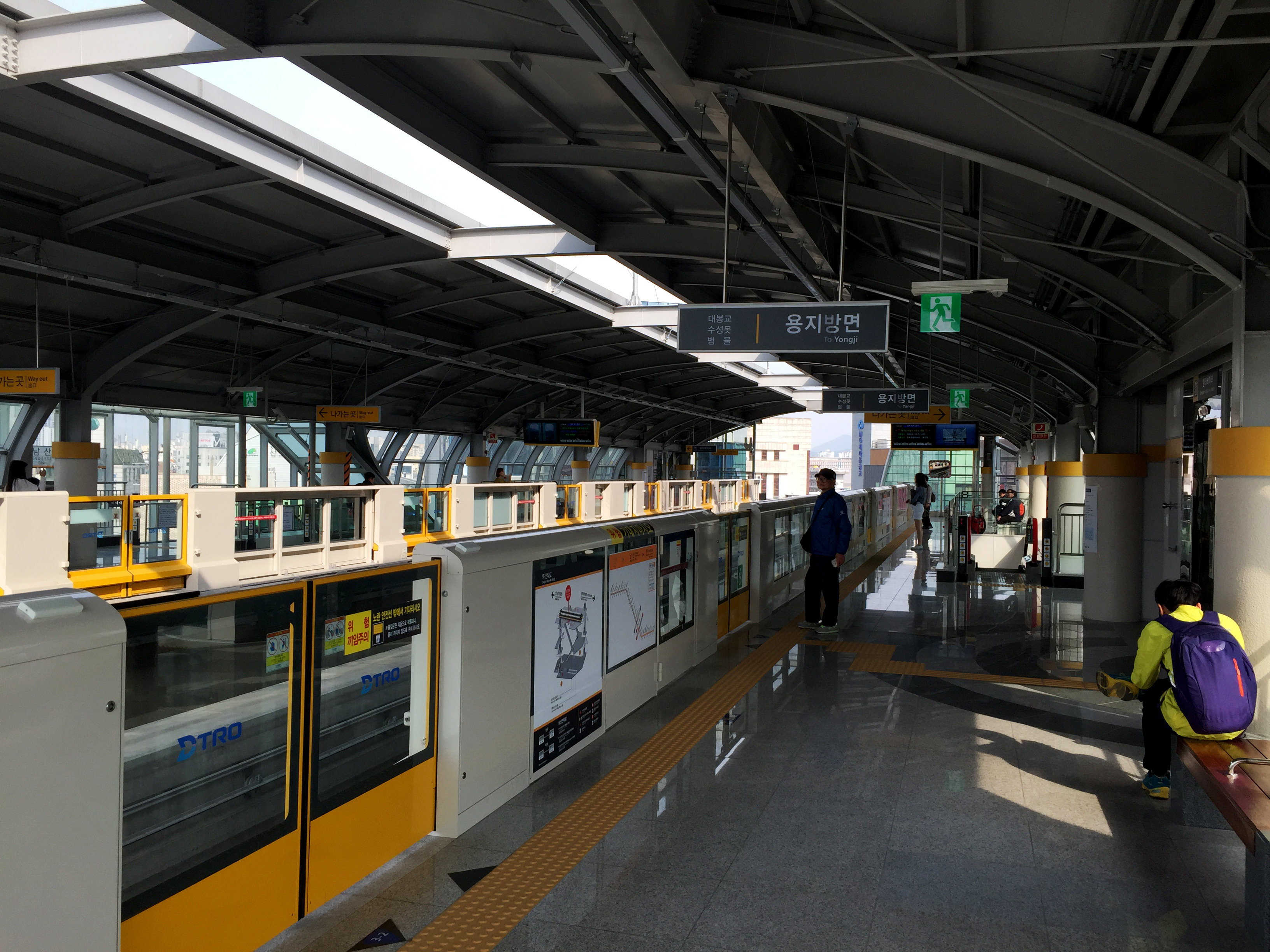
候車月台
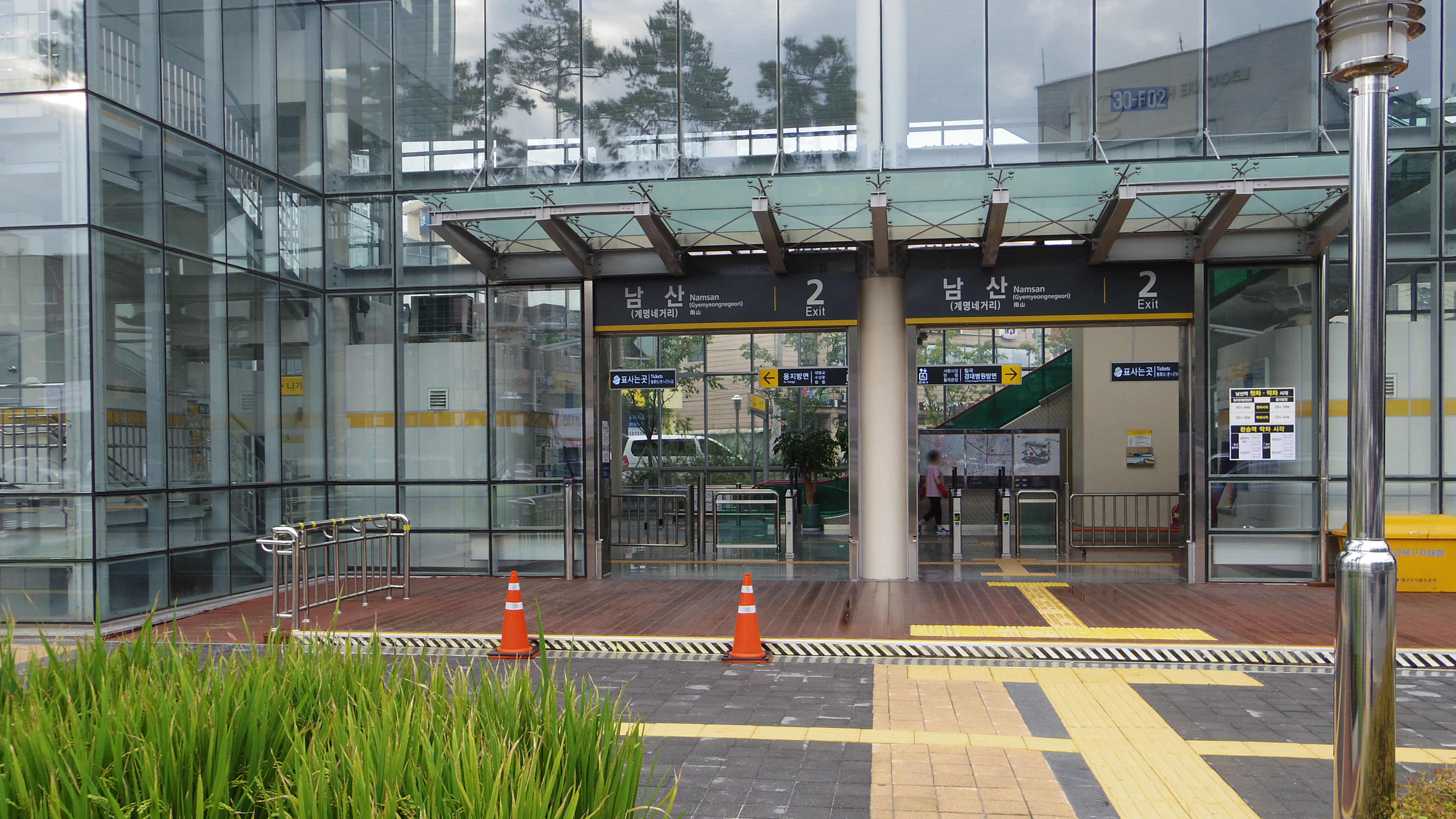
2號出口

## 相鄰車站
大邱都市鐵道公社
●大邱都市鐵道3號線
青蘿坡（329）－南山（330）－明德（331）